# Teatro Habimah
Il Teatro Habimah (in ebraico הבימה - התיאטרון הלאומ‎?) è il teatro nazionale di Israele situato nell'omonima piazza di Tel Aviv
Fondato nel 1917 insieme all'omonima compagnia in Russia, fu uno dei primi teatri nazionali ebraici, che dal 1931 ha sede a Tel Aviv e dal 1945 all'interno dell'attuale stabile. Per la sua produzione artistica è diventato membro dell'Unione dei Teatri d'Europa.

## Storia
La compagnia Habimah fu fondata nel 1912 a Białystok, nell'attuale Polonia, da Nahum David Zemach. Per via delle sue rappresentazioni in lingua ebraica e che affrontavano tematiche legate al popolo giudaico, fu soggetto di persecuzioni da parte del governo zarista. Tra gli attori e i registi più rappresentativi della compagnia Habimah, si può menzionare Yoshua Bertonoff.
Queste difficoltà politiche continuarono anche durante la rivoluzione russa e sotto la Repubblica Socialista Federativa Sovietica Russa. Konstantin Stanislavskij pretese che gli attori ebrei polacchi seguissero gli insegnamenti di Yevgeny Vakhtangov. Il commissario del popolo per le nazionalità Joseph Stalin autorizzò la creazione del teatro.
Nel 1926 la compagnia lasciò l'unione Sovietica per un tour al'estero, andando a toccare anche gli Stati Uniti d'America. Zemach e altri attori rimasero a New York, dove incontrarono un buon successo. Le loro produzioni comprendevano rappresentazioni tratte dalla tradizione giudaica ed erano recitate in ebraico.
Altri componenti della compagnia decisero invece di tornare dall'altra parte dell'Atlantico, stanziandosi nel Mandato britannico della Palestina e invitarono Aleksej Dikij, del Teatro d'arte di Mosca, ad aiutarli. Questi diresse con successo diverse rappresentazioni per Habimah e grazie alla sua direzione di grande successo nella stagione 1928-29 Habimah ottenne la reputazione di teatro nazionale giudaico con un repertorio permanente e sede a Tel Aviv.
Nel 1945 la compagnia costruì il teatro di Tel Aviv, che occupò prima del suo completamento.
Il Teatro Habimah è ufficialmente considerato il teatro nazionale di Israele dal 1958, anno in cui ricevette il Premio Israele. Fu la prima volta che questo premio venne assegnato a un'organizzazione.
Nel 2012 l'edificio ha subito un'importante opera di restauro.